# 1557 w literaturze
Wydarzenia literackie w 1557 roku.

## Nowe książki
- polskie
  - Mikołaj Rej – Postylla

## Nowe dramaty
- polskie
  - Marcin Bielski – Komedyja Justyna i Konstancyjej

## Zmarli
- Cristóvão Falcão – poeta portugalski